# 336465 Deluna
336465 Deluna este o planetă minoră (asteroid), cu un diametru de 2,989 km, din centura de asteroizi. A fost descoperită pe 4 noiembrie 2008 la  de Gustavo Muler⁠(d). 
Obiectul prezintă o orbită caracterizată de o semiaxă mare de 2,7285533701719 UAi, o excentricitate de 0,096305951403255, o înclinație de 6,6818421337016 ° în raport cu ecliptica.